# Irreligiosità in Iraq
L'irreligiosità in Iraq è del tutto sconosciuta nel paese, che sta ancora cercando di superare la violenza che tradizionalmente separa il sunnismo dallo sciismo musulmano.
Pare tuttavia che vi siano solamente poche centinaia di sedicenti atei tra la popolazione.
Alcuni giovani iracheni si sono allontanati dall'Islam a causa del fondamentalismo religioso e a seguito dello sconfinamento della guerra civile siriana in Iraq.